# FUJIC

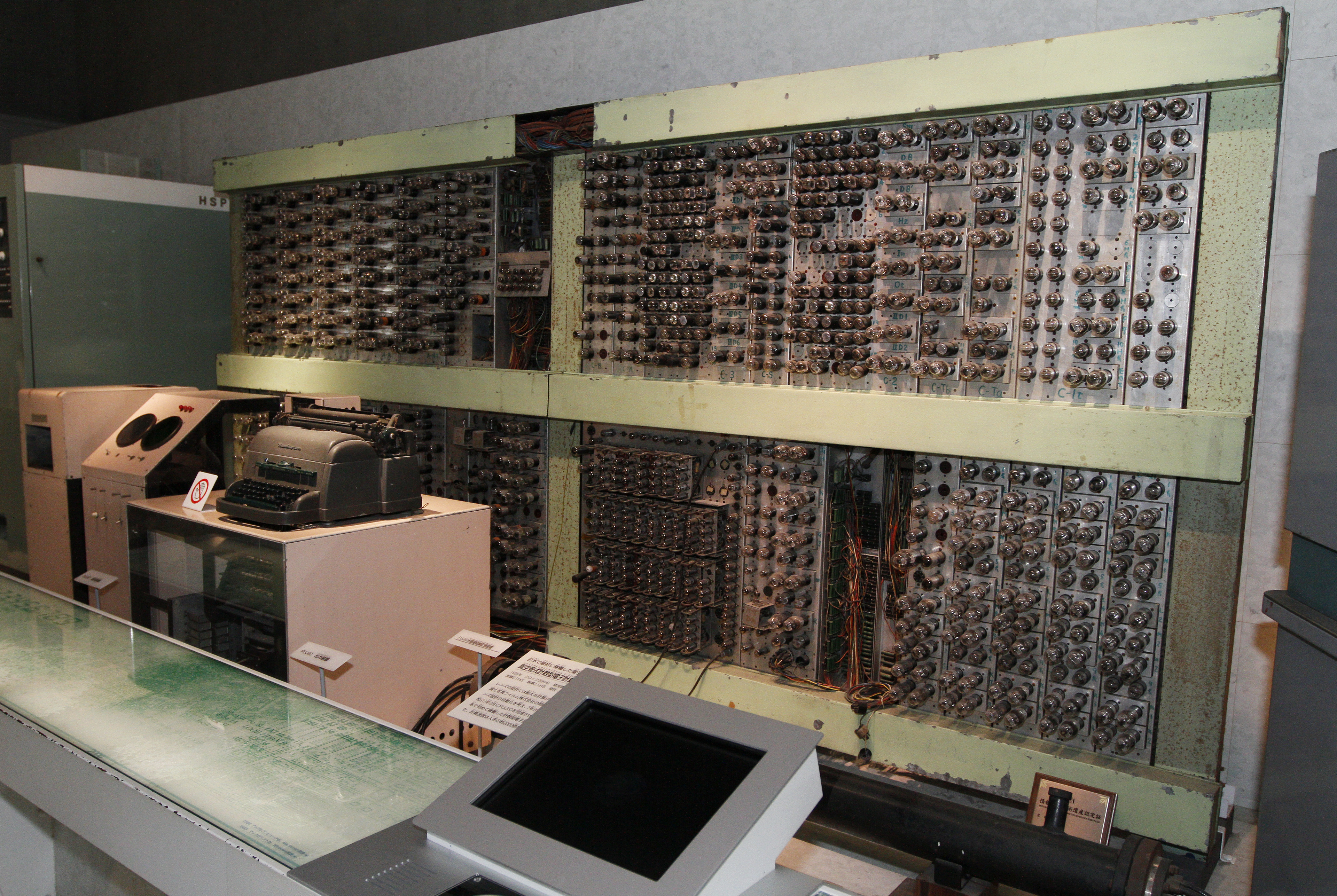
FUJIC в Национальном музее природы и науки, Токио

FUJIC — первый в Японии вступивший в строй электронный цифровой компьютер с хранимой в памяти программой. Работа над ним была начала в 1949 году и закончена в марте 1956-го. Фактически он был создан почти полностью одним единственным человеком — доктором Оказаки Бундзи (Okazaki Bunji). Компьютер предназначался для расчетов линз для компании Fuji. При постройке была поставлена задача достичь скорости расчета в 1000 раз быстрее, расчета, выполненного человеком. На удивление эту планку удалось превысить в два раза.

## История создания
В августе 1948 года Оказаки прочитал публикацию о компьютере IBM SSEC (Selective Sequence Electronic Calculator) и предположил, что электронный компьютер может использоваться для расчетов линз. В марте 1949 года он написал специальный отчет на эту тему и получил за него от компании премию в размере 200 000 йен. С этого начались исследования Оказаки в области построения компьютера, которые он проводил целых 3 года и 9 месяцев. К постройке компьютера он приступил в декабре 1952 года и закончил его в марте 1956-го, работая практически в одиночку с минимальной финансовой поддержкой компании и минимумом помощников. Оказаки сам изобрел и построил машину для ввода данных с перфокарт для своего компьютера. Компьютер был почти готов в 1953 году. Именно тогда он получил своё название FUJIC (от FUJI Computer, то есть Компьютер компании Fuji). В ноябре 1955 года, когда осталось только доделать логический модуль преобразования двоичных чисел в десятичные и обратно, FUJIC был продемонстрирован Комитету исследований области электроники японского Института инженеров электрических коммуникаций (Institute of Electrical Communication Engineers of Japan).
Компьютер интенсивно использовался на заводе компании Fuji в городе Одавара для расчета линз, а также выполнял расчеты на заказ для других организаций. Потом FUJIC был передан Университету Васэда и в конце концов стал экспонатом Национального музея природы и науки в Токио. Сама компания Fuji никак не воспользовалась своим первенством и никогда больше не строила своих компьютеров.

## Характеристики
- Разрядность: двоичная
- Элементная база: 1700 радиоламп
- Память: ртутные линии задержки ёмкостью 255 слов и временем доступа 500 микросекунд.
- Длина слова: 33 бита
- Представление вещественных чисел: в виде чисел с фиксированной запятой. 1 бит — для знака, 4 бита — для целой части, 28 бит — для дробной
- Инструкции: трехадресные. 17 инструкций — сложение, вычитание, умножение, деление, перемещение, условный/безусловный переход, ввод/вывод, останов.
- Тактовая частота: 30 кГц — арифметический модуль, 1080 кГц — память на ртутных линиях задержки
- Скорость работы: Сложение или вычитание производилось за 100 микросекунд, умножение — за 1600 микросекунд, деление — за 2100 микросекунд
- Ввод данных: перфокарты
- Вывод: переделанная печатная машинка [1]